# Моне Тіба
Моне Тіба (яп. 千葉 百音; нар. 1 травня 2005, Сендай, Японія) — японська фігуристка, що виступає в жіночому одиночному катанні. Бронзова призерка (2025) Чемпіонату світу. Чемпіонка (2024) та бронзова призерка (2023) Чемпіонату чотирьох континентів. Срібна призерка Фіналу Гран-прі (2024). Чемпіонка Японії (2024).
Станом на 2 квітня 2025 року посідає 5-те місце в рейтингу Міжнародного союзу ковзанярів.

## Біографія
Народилася 1 травня 2005 року в Сендайї, Японія. Вона закінчила середню школу Тохоку та вступила до Університету Васеда на факультет гуманітарних наук у березні 2024 року.

## Спортивна кар'єра

#### Початок
Тіба почала кататися на ковзанах у 2010 році, її тренував Соші Танака на ковзанці Сендай у віці від шести до вісімнадцяти років.
Вона посіла двадцять перше місце на Чемпіонаті Японії для новачків у 2015—2016 роках і двадцять дев'яте місце на Чемпіонаті Японії серед новачків у 2016—2017 роках. Вона вперше виступила на міжнародному рівні на Asian Open 2017 у просунутій категорії новачків і була першою після короткої програми. У довільній програмі вона впала з одного зі стрибків і фінішувала на п'ятому місці. Фігуристка посіла шосте місце на Чемпіонаті Японії серед новачків 2017—2018 років.
Дебютувавши на юніорському чемпіонаті Японії 2018—2019, Тіба посіла вісімнадцяте місце. Наступного року вона посіла шосте місце на Чемпіонаті Японії серед юніорів 2019—2020, а потім була запрошена брати участь у змаганнях для дорослих, оскільки Момока Хатасакі, яка посіла четверте місце, ще була початківицею. Вона фінішувала на вісімнадцятому місці. У юніорській категорії Моне Тіба виграла Challenge Cup 2020.

#### Сезон 2020—2021
Вона посіла восьме місце на Чемпіонаті Японії серед юніорів 2020—2021 і була запрошена на Чемпіонат Японії 2020—2021, посівши там двадцяте місце.

#### Сезон 2021—2022
У зв'язку з пандемією COVID‐19 Федерація ковзанярського спорту Японії вирішила не відправляти юніорів на міжнародний рівень восени 2021 року. У результаті Тіба не мала можливості взяти участь у юніорській серії Гран-прі. На Чемпіонаті Японії серед юніорів 2021—2022 фігуристка була сьомою після короткої програми. Однак після чистої довільної програми вона виграла бронзову медаль, поступившись Ріон Сумійоші та Мао Симаді. Вона фінішувала одинадцятою на змаганнях серед старших.
Тіба була обрана на Challenge Cup 2022 у юніорській категорії та знову виграла змагання. Через два місяці її відправили на Egna Trophy 2022, де вона тепер змагалася у старшій категорії. Тіба посіла третє місце після Хе Ін Лі з Південної Кореї та Хани Йосіди з Японії.

#### Сезон 2022—2023

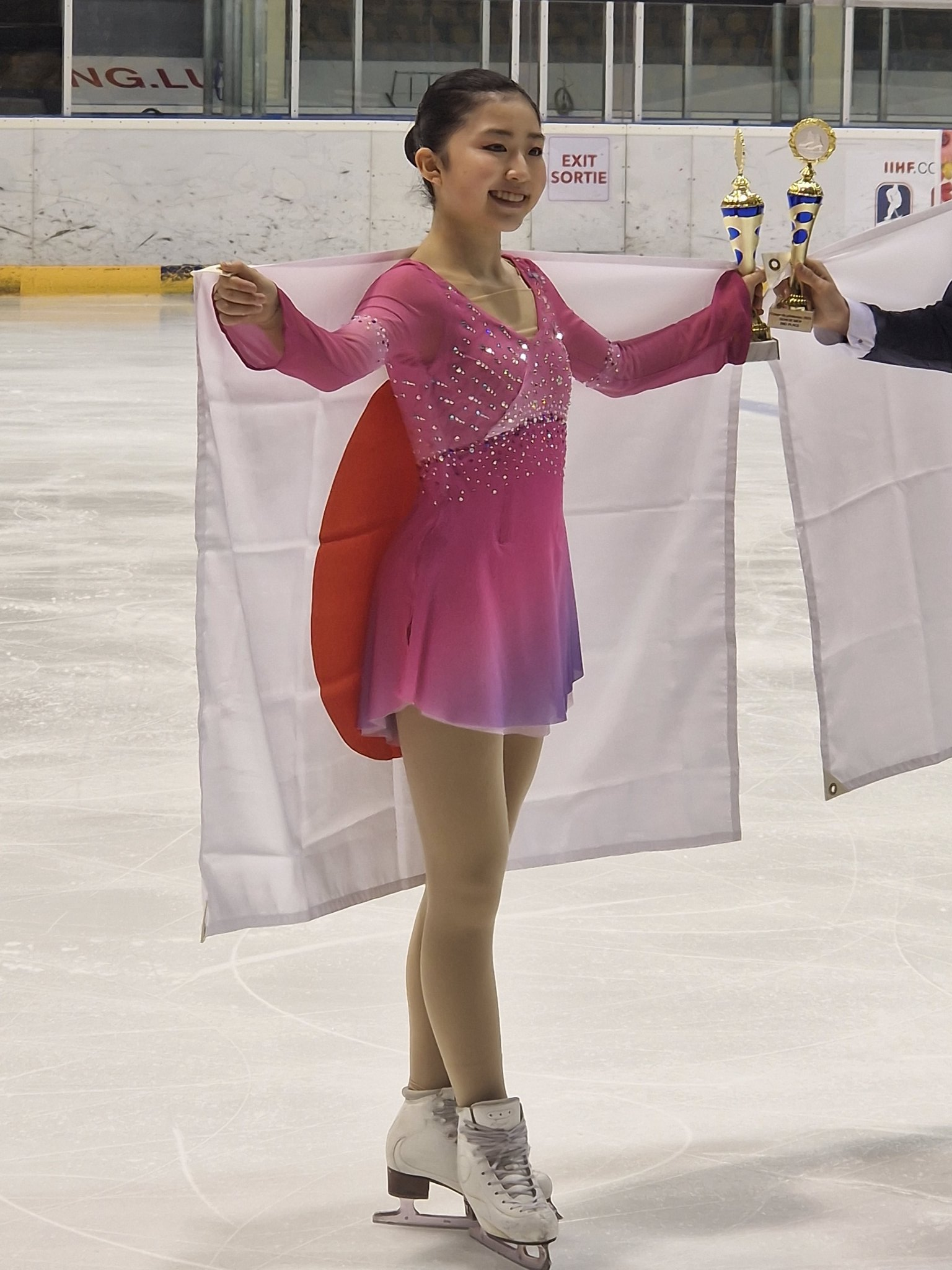
Тіба на Coupe du Printemps 2023

Спочатку планувалося, що Тіба дебютує на юніорському Гран-прі у Вірменії у 2022 році. Однак подія була скасована в результаті вересневого конфлікту між Азербайджаном і Вірменією, і фігуристів, які мали взяти участь, перепризначили в інші місця. У решті решт вона дебютувала на юніорському Гран-прі в Гданську, Польща. Тіба посіла друге місце після Мао Симади. Під час свого другого етапу в Італії Тіба фінішувала четвертою. Її призначили однією з запасних на юніорський Фінал Гран-прі.
На юніорському чемпіонаті Японії 2022 року Моне здобула срібну медаль, поступившись Симаді. Потім вона змагалася на старшому рівні, несподівано посівши третє місце в короткій програмі з результатом 71,06 балів. Тіба боролася у довільній програмі, посівши сьоме місце в цьому сегменті та опустившись на п'яте місце в загальному заліку.
На Чемпіонаті чотирьох континентів у Колорадо-Спрінгс спортсменка була сьомою у короткій програмі. Проте новий особистий найкращий результат у довільній програмі привів її до третього місця в загальному заліку, у результаті чого вона завоювала бронзову медаль.
Моне завершила свій сезон золотою медаллю на Coupe du Printemps 2023.
У травні 2023 року було оголошено, що Тіба переїхала з Сендая в Удзі, Кіото, де її тренуватиме Міе Хамада в Академії Кіношіта.

#### Сезон 2023—2024

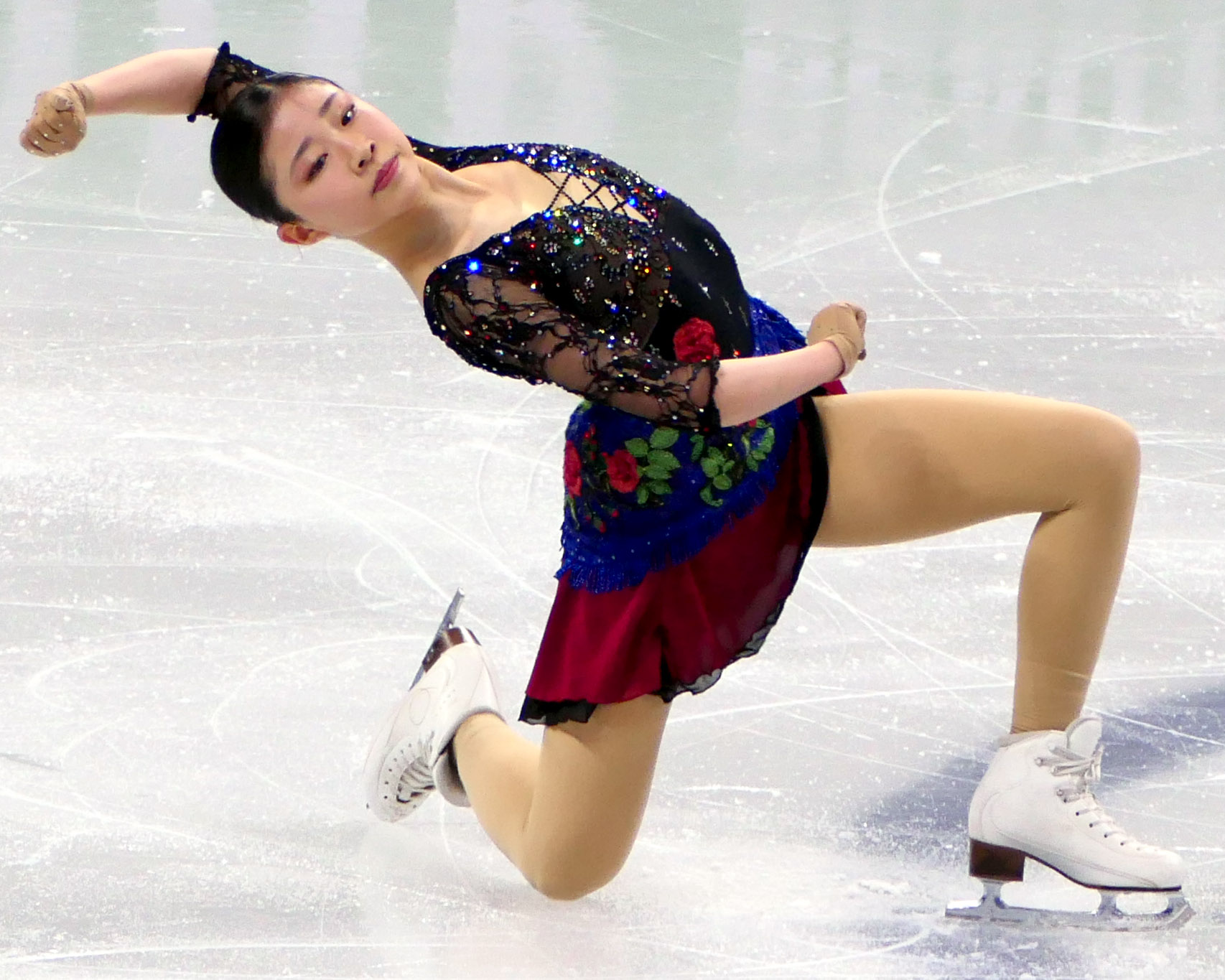
Тіба виступає на Чемпіонаті світу 2024 року

Тіба розпочала сезон на Челленджері Autumn Classic International 2023, посівши шосте місце. Вона дебютувала на дорослому етапі Гран-прі Skate America 2023, де також посіла шосте місце. На своєму другому етапі у Франції вона стала дев'ятою.
На Чемпіонаті Японії 2023 року Моне фінішувала третьою у короткій програмі. У довільній програмі вона піднялася на друге місце і завоювала срібну медаль у загальному заліку. Про результат Тіба сказала, що «дуже старанно тренувалася, і все окупилося».
Спортсменка виграла коротку програму на Чемпіонаті чотирьох континентів 2024 року. Її результат 71,10 бала став її новим особистим рекордом. Вона також виграла довільну програму, встановивши нові особисті рекорди у довільній програмі (143,88 балів) і загальному заліку (214,98 балів), вигравши золоту медаль.
Виступаючи на Чемпіонаті світу 2024 року в Монреалі, Тіба фінішувала тринадцятою у короткій програмі. Пізніше вона розповіла про боротьбу з нервами під час свого першого виступу на Чемпіонаті світу. Вона виступила краще у довільній програмі, посівши п'яте місце в сегменті та піднявшись до сьомого у загальному заліку.

#### Сезон 2024—2025

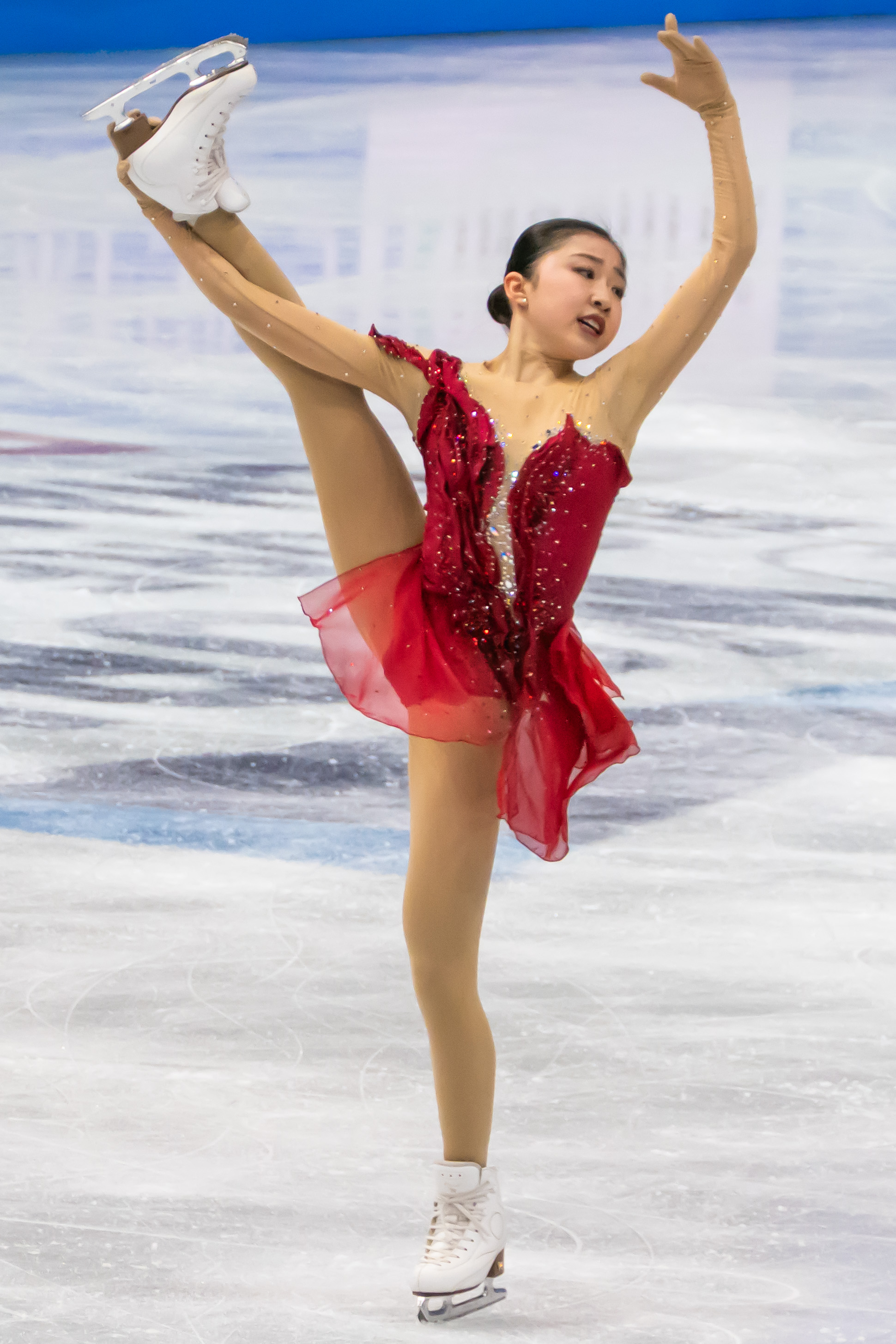
Тіба виступає на Чемпіонаті світу 2025 року

Моне Тіба розпочала сезон, фінішувавши четвертою на Челленджері Nebelhorn Trophy. Вона розпочала серію Гран-прі на NHK Trophy 2024 в Японії, де встановила новий особистий рекорд у короткій програмі — 71,69 балів. Набравши 140,85 балів у довільній програмі та 212,54 балів у загальному заліку, фігуристка стала срібною призеркою змагання, здобувши свою першу медаль етапу Гран-Прі, опинившись на п'єдесталі разом зі своїми співвітчизницями Каорі Сакамото та Юною Аокі. На своєму другому етапі Гран-прі, Cup of China 2024, Тіба випередила американку Ембер Гленн в короткій програмі на 0,02 бали. Вона завершила і довільну програму, і змагання в загальному заліку на другому місці та кваліфікувалася до Фіналу Гран-прі.
У Фіналі Гран-прі спортсменка посіла друге місце як у короткій, так і в довільній програмах, а також друге місце в загальному заліку, здобувши срібну медаль.
На Чемпіонаті Японії Тіба посіла четверте місце. Завдяки її успіху у Фіналі Гран-прі, а також срібній медалістці чемпіонату Японії Мао Симади, яка не мала права змагатися на старшому рівні через вік, Моне Тіба була кваліфікована до Чемпіонату світу та Чемпіонату чотирьох континентів.
На Чемпіонаті світу 2025 року Тіба посіла друге місце в короткій програмі та третє в довільній, здобувши бронзову медаль у загальному заліку.

## Програми
| Сезон     | Коротка програма                                                                                          | Довільна програма | Показові номери |
| --------- | --- | --- | --- |
| 2024—2025 | - «Last Dance» Donna Summer. Хореографиня-постановниця Кейтлін Вевер                                      | - Ariana Concerto No. 1: II. Adagio Sostenuto Ів Левек, Керолайн Фоше, Оркестр Колонн. Хореографиня-постановниця Лорі Ніколь                              | - «Lavender No Saku Niwa De» Івао Фурусава |
| 2023—2024 | - «Les Yeux Noirs» (у виконанні Pomplamoose та The Vignes Rooftop Revival). Хореограф-постановник Міша Ге | - «The Legend of 1900» - 1900's Theme - The Legend of the Pianist - Second Crisis - Playing Love Енніо Морріконе. Хореографиня-постановниця Акіко Судзукі | - «Butterfly Lovers Concerto» Хореограф-постановник Кендзі Міямото                                                                                                   |
| 2022—2023 | - «Schindler's List» Джон Вільямс, Іцхак Перлман. Хореографиня-постановниця Акіко Судзукі                 | - «Butterfly Lovers Concerto» Хореограф-постановник Кендзі Міямото                                                                                        | - «Список Шиндлера» Джон Вільямс, Іцхак Перлман. Хореографиня-постановниця Акіко Судзукі - «Finale» (з «На схід від Едему»). Хореографиня-постановниця Акіко Судзукі |
| 2021—2022 | - «Finale» (з «На схід від Едему»). Хореографиня-постановниця Акіко Судзукі                               | - «Butterfly Lovers Concerto» Хореограф-постановник Кендзі Міямото                                                                                        | |
| 2020—2021 | - «Evergreen» Two Steps From Hell. Хореограф-постановник Ейдзі Івамото                                    | - «An American in Paris» George Gershwin. Хореограф-постановник Ейдзі Івамото                                                                             | |
| 2019—2020 | - «Giselle» Адольф Адам. Хореограф-постановник Ейдзі Івамото                                              | - «An American in Paris» George Gershwin. Хореограф-постановник Ейдзі Івамото                                                                             | |
| 2018—2019 | - «Giselle» Адольф Адам. Хореограф-постановник Ейдзі Івамото                                              | - «Csárdás» Вітторіо Монті | |
| 2017—2018 | - «Lohengrin» Річард Вагнер                                                                               | - «Csárdás» Вітторіо Монті | |

## Спортивні досягнення
| Змагання                       | 19/20      | 20/21      | 21/22      | 22/23      | 23/24      | 24/25      |
| Міжнародні                     | Міжнародні | Міжнародні | Міжнародні | Міжнародні | Міжнародні | Міжнародні |
| ------------------------------ | ---------- | ---------- | ---------- | ---------- | ---------- | ---------- |
| Чемпіонат світу                |            |            |            |            | 7          | 3          |
| Чемпіонат чотирьох континентів |            |            |            | 3          | 1          |            |
| Фінал Гран-прі                 |            |            |            |            |            | 2          |
| Grand Prix de France           |            |            |            |            | 9          |            |
| Skate America                  |            |            |            |            | 6          |            |
| NHK Trophy                     |            |            |            |            |            | 2          |
| Cup of China                   |            |            |            |            |            | 2          |
| Autumn Classic                 |            |            |            |            | 6          |            |
| Nebelhorn Trophy               |            |            |            |            |            | 4          |
| Coupe du Printemps             |            |            |            | 1          |            |            |
| Egna Spring Trophy             |            |            | 3          |            |            |            |
| Національні                    |            |            |            |            |            |            |
| Чемпіонат Японії               |            | 20         | 11         | 5          | 2          | 4          |
| Чемпіонат Японії серед юніорів |            | 8          | 3          | 2          |            |            |
| Міжнародні серед юніорів       |            |            |            |            |            |            |
| Гран-прі. Італія               |            |            |            | 4          |            |            |
| Гран-прі. Польща               |            |            |            | 2          |            |            |
| Challenge Cup                  | 1          |            | 1          |            |            |            |